# Etiquetado de alimentos en México
El etiquetado de alimentos en México se refiere a la normatividad alimenticia oficial que consiste principalmente en la colocación de leyendas sobre los alimentos industrializados que se venden en ese país con el fin de que los consumidores tomen una mejor decisión al comprarlos basados en los criterios nutricionales de los ciertos productos alimenticios. En 2020, se implementó el Sistema de Etiquetado Frontal de Alimentos y Bebidas (SEFAB), desarrollado por el Instituto Nacional de Salud Pública (INSP) del país que derivó en la actualización de la regulación en la materia, la Norma Oficial Mexicana NOM-051-SCFI/SSA1-2010. Las normas del etiquetado en 2020 se aplicaron a un 85% de los productos alimenticios que se consumen en México, un país que desde ese año está en el primer lugar en la obesidad infantil y en el segundo lugar en la obesidad en los adolescentes y adultos a nivel global.

## Desarrollo

### Antecedentes
La apertura a capitales de la industria alimenticia extranjera a partir de la década de los años 80, así como también la entrada en vigor del Tratado de Libre Comercio de Canadá y Estados Unidos en 1994, supuso una creciente importación de alimentos procesados industrialmente a México. Tales hechos trajeron como consecuencia una ruptura irreversible en los hábitos alimenticios de México, así como un incremento súbito de la obesidad infantil y obesidad en los adolescentes y adultos en ese país. En la década de los años 80, el porcentaje de obesidad se mantenía en menos del 10%. México pasó a ser el segundo país con mayor consumo de alimentos procesados y el cuarto país a nivel mundial.
Tradicionalmente en la mayoría de los países, especialmente en la región latinoamericana, el etiquetado ha sido utilizado como un elemento más de la publicidad, con deficiencia informativa de datos confiables en cuanto a la calidad nutritiva del producto.
México implementó en 2013 la Estrategia Nacional para la Prevención y el Control del Sobrepeso, la Obesidad y la Diabetes, una serie de medidas del gobierno de México orientadas a combatir la crisis de obesidad y enfermedades crónicas no transmisibles como la hipertensión, la diabetes y otras. Según el documento "los niveles actuales de sobrepeso y obesidad en la población mexicana representan una amenaza a la sustentabilidad de nuestro sistema de salud, por su asociación con las enfermedades no transmisibles y por el uso de recursos especializados y de mayor tecnología que imponen a los servicios de salud altos costos para su atención". Dicho documento indicó que en 2013, los hombres mayores de 20 años de edad en un 42.6% presentaban sobrepeso y 26.8%, obesidad y las mujeres 35.5 y 37.5%, respectivamente. Para 2018, un 75% de los adultos en México presentan sobrepeso u obesidad.
El sistema establecido por la norma NOM-051-SCFI/SSA1-2010 de etiquetado de los alimentos denominado Guías Diarias de Alimentación o GDA se basaba en indicar cantidad y porcentaje de grasa saturada, grasas, azúcares totales, sodio y energía expresada en kilocalorías por el total del envase, y por porciones contenidas en el mismo; así como la leyenda “% de los nutrimentos diarios”.

### Sistema de Etiquetado Frontal de Alimentos y Bebidas
El INSP inició en 2011 unas investigaciones sobre la efectividad del etiquetado vigente, mismas que arrojaron los primeros indicios sobre su inefectividad dado que estudiantes universitarios y de nutrición eran incapaces en su mayoría de interpretarla. En 2016, se realizó Encuesta Nacional de Salud y Nutrición de Medio Camino 2016, misma que incluyó un módulo sobre la comprensión del etiquetado alimenticio GDA, resultando en una comprensión baja en personas encuestadas en todo el país. El INSP indicó que un 97.6% de los encuestados desconocía los valores adecuados para la ingesta de calorías en la niñez de 10 a 12 años, un 90% afirmó desconocer los valores diarios de calorías a consumir por una persona, por lo que carecía de la información para comparar o decidir una compra basada en la información disponible y un 64% respondió que nunca utilizaba el sistema GDA para comprar. En ese año en Chile se aprobó la Ley sobre composición nutricional de los alimentos y su publicidad, misma que incluía medidas de etiquetado basados en la advertencia simple y visible de alimentos con exceso de energía, nutrimentos e ingredientes añadidos y que están científicamente relacionados con el desarrollo de enfermedades crónicas no transmisibles.
Tomando como base la experiencia exitosa de Chile con la Ley sobre composición nutricional de los alimentos y su publicidad, las autoridades mexicanas impulsaron un estudio entre el INSP y la Universidad de Waterloo, mismo que confirmó metodológicamente lo encontrado por la encuesta de 2016. Sólo un 7% de los adultos consultados por el estudio comprendía claramente el etiquetado vigente. Por tanto el INSP decidió formar un comité de expertos académicos nacionales sobre el etiquetado frontal de alimentos y bebidas no alcohólicas con el fin de definir una nueva normativa. Se realizaron mesas de trabajo organizadas por la Secretaría de Economía y la Comisión Federal para la Protección contra Riesgos Sanitarios lo que derivó en un borrador de norma, misma que se sometió a consulta del 11 de octubre al 10 de diciembre del 2019 en donde se recibieron 5 200 comentarios. A la par organizaciones de la sociedad civil organizadas en la Alianza por la Salud Alimentaria, realizaron una campaña pública para informar a la población sobre los esfuerzos.
El 29 de octubre de 2019, se aprobaron reformas y añadidos a la Ley General de Salud mexicana que incluyó el nuevo modelo de etiquetado frontal. El 27 de marzo de 2020, se publicó en el Diario Oficial de la Federación la actualización de la Norma Oficial Mexicana NOM-051-SCFI/SSA1-201 mismas que determinaron que a partir del 1 de octubre de ese año todos los empaques y envases de alimentos y bebidas alcohólicas deben mostrar el o los sellos respectivos eliminando a los personajes de los empaques.

## Leyendas
Las leyendas implementadas son octágonos color negro con letras blancas que buscan informar de manera sencilla cantidades altas de azúcares, calorías, grasas trans, grasas saturadas. También se incluyeron dos leyendas rectangulares sobre el desaconsejamiento del consumo de alimentos que contienen cafeínas o edulcolorantes en niños y niñas. Dichas etiquetas pueden presentarse de manera individual o en grupos de etiquetas, cuestión que determinará si el producto puede o no incluir ciertos elementos persuasivos como personajes o caricaturas en los empaques que buscan llamar la atención de ciertos sectores de la población como la niñez. También, si el producto en cuestión tiene uno o más leyendas, no podrá incluir avales de sociedades médicas. 
| Etiqueta | Parámetros de aplicación de la etiqueta | Riesgos y enfermedades asociadas al consumo | Ingesta sugerida por la OMS |
| -------- | --- | --- | --- |
|          | - Cuando el alimento sólido y por cada 100 gramos de producto y tenga una cantidad mayor o igual a 275 kilocalorías totales. - Cuando el alimento líquido y por cada 100 mililitros de producto y tenga una cantidad mayor o igual a 70 kilocalorías totales o 10 kilocalorías de azúcares libres                                                                                             | - Síndrome de apnea-hipopnea durante el sueño - Hipercolesterolemia (colesterol alto o elevado) - Diabetes mellitus tipo 2 - Enfermedades cardiovasculares - Hipertensión arterial                               | - 2 000 a 2 500 kilocalorías en hombres - 1 600 a 1200 en mujeres |
|          | - Cuando el alimento sólido o líquido y en 100 gramos o miligramos y una cantidad mayor o igual al 10% del total de la energía del mismo sea de azúcares libres. | - Diabetes - Enfermedades cardiovasculares crónicas - Incremento de desarrollar cáncer - Caries | - Ingesta reducida en azúcares libres en toda la vida y en todas las edades a menos del 10% de la ingesta calórica total siendo deseable menos del 5%                                                |
|          | - Cuando el alimento sólido y por cada 100 gramos de producto tenga una cantidad mayor o igual que 350 miligramos de sodio - Cuando el alimento líquido y por cada 100 mililitros de producto tenga una cantidad una cantidad mayor o igual que 350 miligramos de sodio. Si es una bebida sin calorías, que tenga una cantidad 45 o más miligramos de sodio                                   | - Accidente cerebrovascular - Dificultad de la actividad renal - Disminución del calcio en el cuerpo - Enfermedades cardiovasculares - Hidropesía (retención de líquidos) - Hipertensión - Presión arterial alta | - No más de 2 gramos de sodio (equivalentes a 5 gramos de sal) al día. |
|          | - Cuando el alimento en 100 gramos contenga una cantidad una cantidad mayor o igual que el 10% del total de su energía proveniente de grasas saturadas. - Cuando el alimento líquido en 100 mililitros contenga una cantidad mayor o igual que el 10% del total de su energía proveniente de grasas saturadas.                                                                                | - Incremento del riesgo de contraer Accidente cerebrovascular - Incremento del riesgo de contraer Enfermedades cardiovasculares                                                                                  | - Menos de 10% de la ingesta diaria de kilocalorías de una dieta debe provenir de grasas saturadas.                                                                                                  |
|          | - Cuando el alimento sólido en 100 gramos tenga una cantidad mayor o igual que 1% del total de energía proveniente de grasas trans. - Cuando el alimento líquido en 100 gramos tenga una cantidad mayor o igual que 1% del total de energía proveniente de grasas trans. | - Aumento del colesterol malo - Acumulación de colesterol - Incremento de posibilidad de enfermedades cardiovasculares como cardiopatía coronaria - Diabetes - Aumento de peso                                   | - Menos del 1% de calorías totales de la ingesta diaria. Dada su alta nocividad, la OMS ha promovido la erradicación de grasas trans procesadas industrialmente del suministro mundial de alimentos. |
|          | - Si alguno de los alimentos sólidos o líquidos contienen edulcolorantes | - Suscitar preferencias en la niñez que generen un hábito en la vida | - Ingesta reducida en azúcares libres en toda la vida y en todas las edades a menos del 10% de la ingesta calórica total siendo deseable menos del 5%                                                |
|          | - Si alguno de los alimentos sólidos o líquidos contiene cafeína | - Trastornos de sueño, dolores estomacales, dificultades en concentración, aumento de frecuencia cardiaca | |
|          | Cuando el alimento tenga un empaque con una superficie menor a 40 cm² se ocupará un sello indicando con el número total de nutrimentos críticos en exceso del producto. Esto se realizó porque en experiencias previas de etiquetado, la industria alimenticia comenzó a reducir las porciones de los alimentos para eludir las normas, particularmente en alimentos consumidos por la niñez. | | |

Además de estas leyendas los empaques deben contener tablas nutrimentales incluyendo la cantidad exacta de azúcares agregados al producto en el proceso de fabricación y el contenido nutrimental expresado en cantidades de 100 gramos o 100 mililitros, con el fin de que los consumidores puedan evaluar un producto u otro en función de sus ingredientes.

## Cumplimiento e impacto
Entre las organizaciones y entidad que celebraron la entrada en vigor del etiquetado se encuentran el Fondo de las Naciones Unidas para la Infancia, la Organización Mundial de la Salud, la Organización Panamericana de la Salud, la Comisión Nacional de los Derechos Humanos, las principales universidades del país como la Universidad Nacional Autónoma de México, el Instituto Politécnico Nacional y la Universidad Autónoma Metropolitana así como las secretarías de Economía y de Salud del país y el Sistema de Protección Integral de los Derechos de las Niñas, Niños, Adolescentes y Adultos.
A través de la Organización Mundial de Comercio los gobiernos de los Estados Unidos, Canadá, España, Suiza y organizaciones como la Unión Europea —donde están asentados los corporativos alimenticios multinacionales más grandes del planeta— pidieron a México posponer la fecha de implementación del etiquetado frontal. Según la nota emitida a México, las medidas son "más restrictivas de lo necesario para cumplir con los objetivos legítimos de salud de México". El organismo Consejo Mexicano de la Industria de Productos de Consumo (ConMéxico), que agrupa a empresas asentadas en México, pidió a las autoridades eliminar el nuevo etiquetado frontal al calificarlo de confuso y poco veraz. Entre las empresas que pidieron posponer el etiquetado se encuentran Coca-Cola, PepsiCo, Nestlé y Grupo Bimbo. Esta última logró que algunos de sus productos se exceptuaran al contar con una estrategia de salud. Femsa, empresa productora de Coca-Cola en México, interpuso un juicio de amparo contra el etiquetado. Otro juicio de amparo interpuesto por la Confederación Nacional de Cámaras Industriales en marzo de 2020 fue desechado por el poder judicial mexicano. La Asociación Interamericana para la Protección de la Propiedad Intelectual y la Asociación Mexicana para la Protección de la Propiedad Intelectual alegaron que el etiquetado de alimentos es anticonstitucional y viola las disposiciones que México ha firmado a nivel internacional como el Tratado de Libre Comercio de América del Norte. Investigadores de la sociedad civil han indicado la recurrencia del mismo argumento en otros países con el fin de detener nuevos proyectos de etiquetado.

## Premios y reconocimientos
- La Organización Mundial de la Salud otorgó en septiembre de 2020 el Premio del Grupo de trabajo interinstitucional de las Naciones Unidas sobre la prevención y el control de las enfermedades no transmisibles a la Secretaría de Salud de México por la actualización hecha en 2019-2020.[24][25]